# Équipe de Tunisie de football en 2011
L'équipe de Tunisie de football participe en 2011 à la fin des éliminatoires de la Coupe d'Afrique des nations 2012. L'équipe dispute également le championnat d'Afrique des nations au Soudan qu'elle remporte.

## Matchs
| Date             | Stade                                             | Adversaire   | Score     | Comp | Buteurs tunisiens                             |
| 7 février 2011   | Stade de Port-Soudan Port-Soudan, Soudan          | Angola       | 1-1       | CHAN | Msakni 7e                                     |
| 11 février 2011  | Stade de Port-Soudan Port-Soudan, Soudan          | Rwanda       | 3-0       | CHAN | Darragi 21e, Kasdaoui 32e, Dhaouadi 44e       |
| 15 février 2011  | Stade de Port-Soudan Port-Soudan, Soudan          | Sénégal      | 2-0       | CHAN | Kasdaoui 45e, Korbi 88e                       |
| 19 février 2011  | Stade de Khartoum Khartoum, Soudan                | RD Congo     | 1-0       | CHAN | Dhaouadi 50e                                  |
| 22 février 2011  | Stade de Khartoum Khartoum, Soudan                | Algérie      | 1-1 (5-3) | CHAN | Kasdaoui 18e                                  |
| 25 février 2011  | Al Merreikh Stadium Omdourman, Soudan             | Angola       | 3-0       | CHAN | Traoui 47e, Dhaouadi 73e, Darragi 79e         |
| 29 mars 2011     | Qatar                                             | Oman         | 1-2       | A    | Allagui 63e                                   |
| 29 mai 2011      | Stade olympique de Sousse Sousse, Tunisie         | Centrafrique | 3-0       | A    | Darragi 32e (pen.) 50e, Chehoudi 45e          |
| 3 juin 2011      | Stade olympique de Sousse Sousse, Tunisie         | Tchad        | 5-0       | QCAN | Jemâa 22e 47e 53e, Darragi 45e, Abdennour 35e |
| 10 août 2011     | Stade Mustapha-Ben-Jannet Monastir, Tunisie       | Mali         | 4-2       | A    | Allagui 19e 50e, Jemal 27e (pen.), Jemâa 82e  |
| 22 août 2011     | Stade international d'Amman Amman, Jordanie       | Jordanie     | 3-3       | A    | Jemal 29e 79e, Chehoudi 31e                   |
| 2 septembre 2011 | Kamuzu Stadium Blantyre, Malawi                   | Malawi       | 0-0       | QCAN |                                               |
| 8 octobre 2011   | Stade olympique de Radès Radès, Tunisie           | Togo         | 2-0       | QCAN | Hichri 18e, Khalifa 78e                       |
| 12 novembre 2011 | Stade du 5-Juillet-1962 Alger, Algérie            | Algérie      | 0-1       | A    |                                               |
| 28 décembre 2011 | Stade d'Anoeta Saint-Sébastien, Espagne           | Pays basque  | 2-0       | A    | Msakni 67e, Chedli 83e                        |
| 30 décembre 2011 | Stade olympique Lluís-Companys Barcelone, Espagne | Catalogne    | 0-0       | A    |                                               |

## Classement FIFA
Le tableau ci-dessous présente les coefficients mensuels de l'équipe de Tunisie publiés par la FIFA durant l'année 2011 :
| Mois | janv. | fév. | mars | avril | mai | juin | juillet | août | sept. | oct. | nov. | déc. |
| Rang | 44    | 47   | 44   | 59    | 59  | 57   | 55      | 57   | 61    | 60   | 59   | 59   |